# HD 129132
HD 129132 är en stjärnsystem i Björnvaktarens stjärnbild, där huvudkomponenten är en gul stjärna i huvudserien.
HD 129132 har visuell magnitud +6,15 och är knappt synlig för blotta ögat vid god seeing.